# Kim loại thường
Một kim loại thường hay kim loại cơ bản là kim loại hay hợp kim thông thường, tương đối không đắt tiền và tương đối kém hơn về một số tính chất nhất định, trái với một kim loại quý như vàng hay bạc. Một mục tiêu lâu dài của các nhà giả kim thuật là biến đổi một kim loại thường (loại thấp giá trị) thành một kim loại quý. Trong khoa học nghiên cứu tiền đúc, các đồng tiền đúc bằng kim loại thường thu được giá trị của chúng theo hàm lượng kim loại quý; tuy nhiên, các kim loại thường cũng đã từng được sử dụng trong các đồng tiền kim loại cả trong quá khứ lẫn ngày nay.

## Các định nghĩa cụ thể
Một kim loại thường có thể được phân biệt bởi nó tương đối dễ bị oxy hóa hay ăn mòn và phản ứng ở các cấp độ khác nhau với axit clohydric (HCl) loãng để tạo ra hydro. Các ví dụ bao gồm sắt, niken, chì và kẽm. Đồng cũng được coi là kim loại thường do nó tương đối dễ bị oxy hóa, mặc dù nó không phản ứng với HCl.
Trong khai thác mỏ và kinh tế học, thuật ngữ kim loại thường được sử dụng để chỉ các kim loại màu công nghiệp trừ đi các kim loại quý. Chúng bao gồm đồng, chì, niken và kẽm.
Cục Hải quan và Biên phòng Hoa Kỳ đưa ra định nghĩa có tính bao hàm rộng hơn. Theo định nghĩa này thì ngoài 4 kim loại kể trên thì kim loại cơ bản còn bao gồm sắt và thép, nhôm, thiếc, wolfram, molypden, tantan, coban, bismut, cadmi, titan, zirconi, antimon, mangan, beryli, crom, germani, vanadi, gali, hafni, indi, niobi (columbi), rheni và tali.